# Chemin de croix de Manderfeld
Le chemin de croix de Manderfeld est un ensemble structural représentant les quatorze station du chemin de croix. L'ensemble est situé à Manderfeld, commune de  Bullange, dans la province de Liège en Belgique.

## Histoire
L'ensemble est érigé en 1765 à l'extérieur de l'église Saint Lambert de Manderfeld.
L'ensemble du chemin de croix est protégée au titre des biens classés de Wallonie en 1990, protection renforcée en 2014 par l'ajout d'une zone de protection.

## Description
L'ensemble est composé de 13 bas-reliefs de style baroque posé sur des piliers avec finition curviligne en grès rouge. Au dos de chaque bas relief, le nom des donateurs est inscrit.
La quatorzième station, plus imposante, est abritée par une chapelle ouverte et représente le Christ gisant à la descente de la croix. Au dessus de cette chapelle, une inscription est gravée avec la date de 1765, ainsi que la dédicace « HAE STATIONES ERECTAE SUB PASTORE DE HILGERO URBANO ».

## Galerie

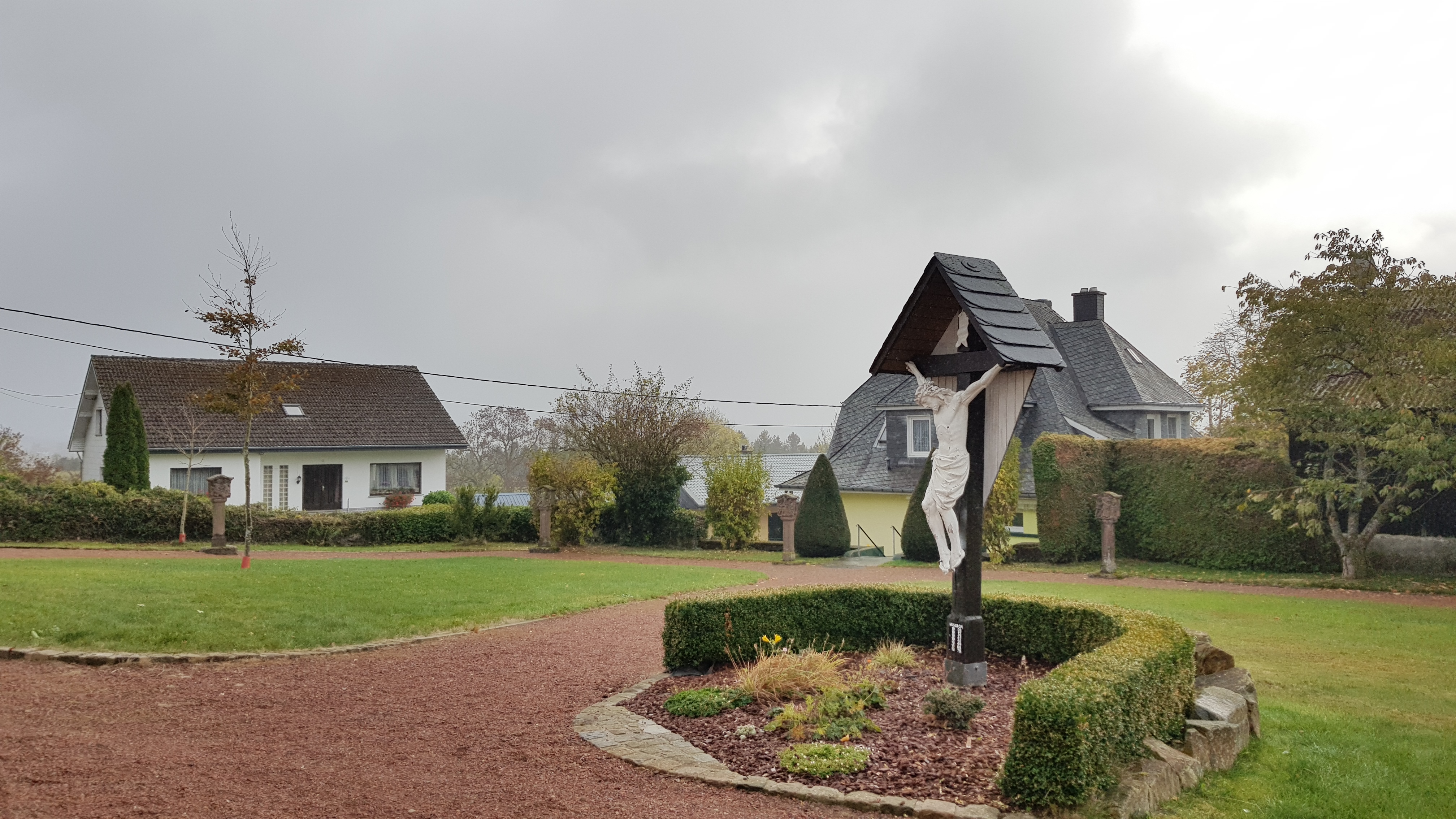
Vue générale du site
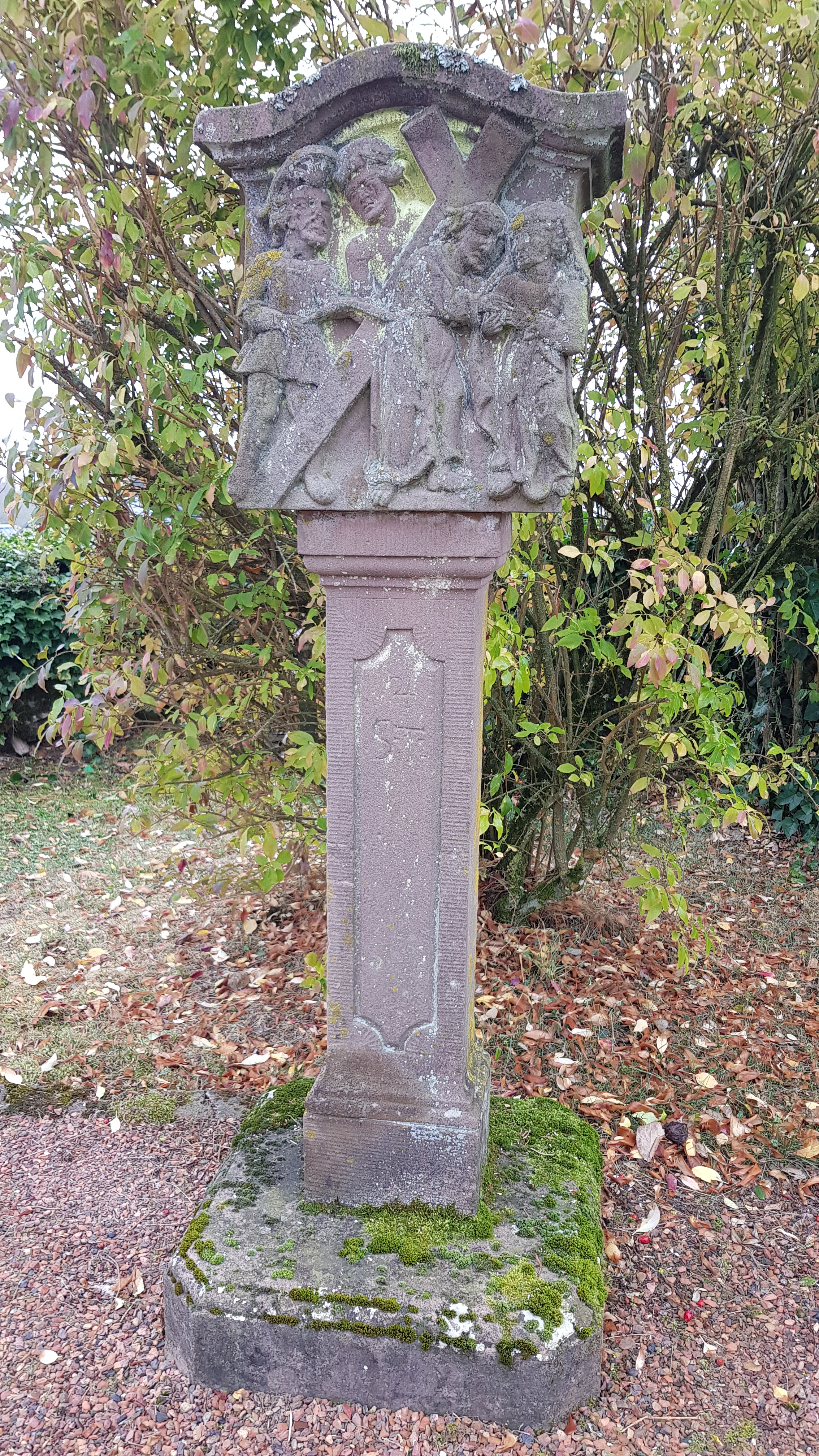
Détail d'une station
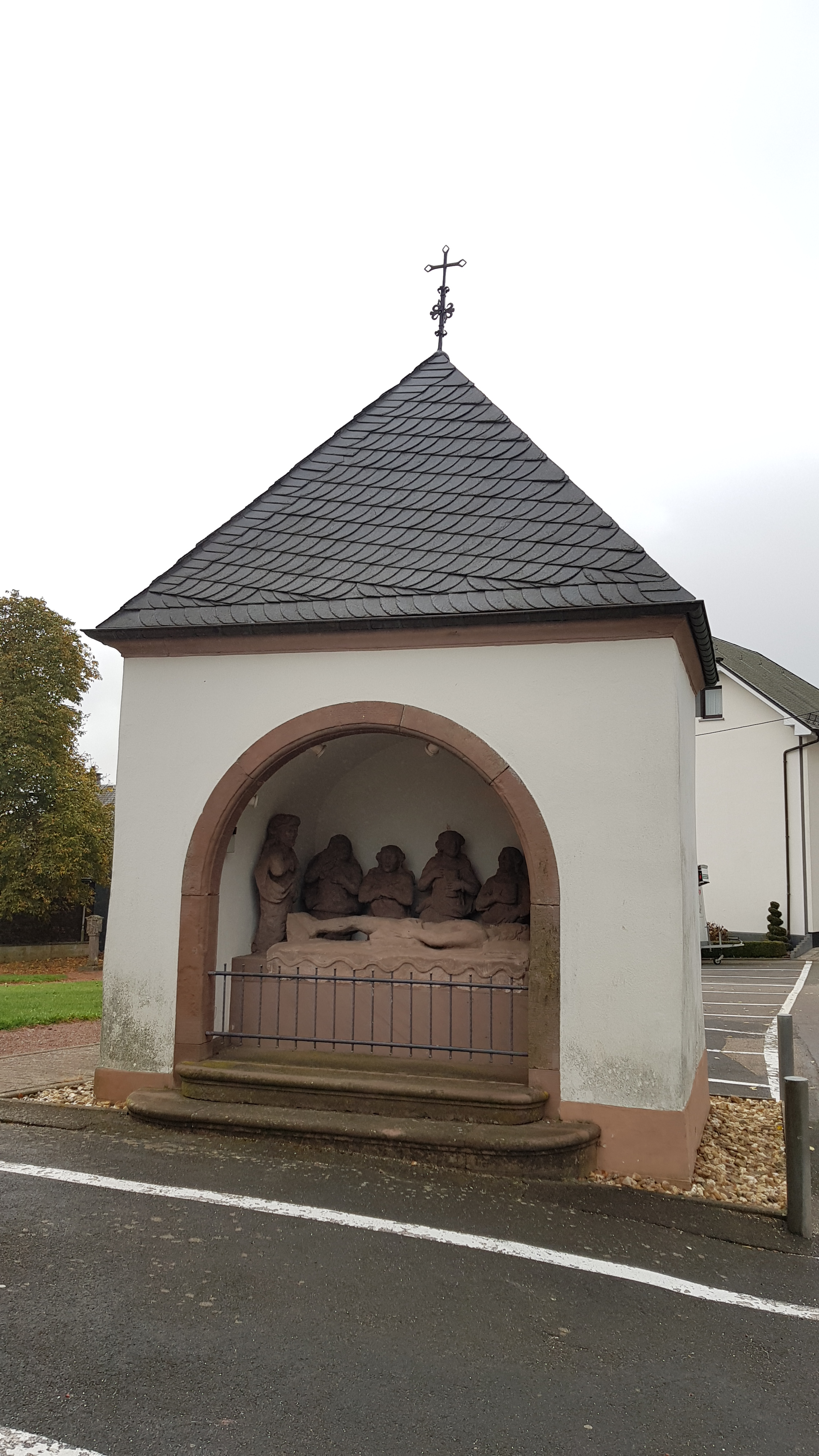
Chapelle de la 14e station